# Salix pentandra
Espèce
Classification APG III (2009)
Répartition géographique
Salix pentandra, le saule à cinq étamines, le saule odorant ou le saule-laurier (en anglais, bay willow) est une espèce de plantes à fleurs de la famille des Salicaceae. C'est un saule natif du nord de l'Europe et du nord de l'Asie.

## Description

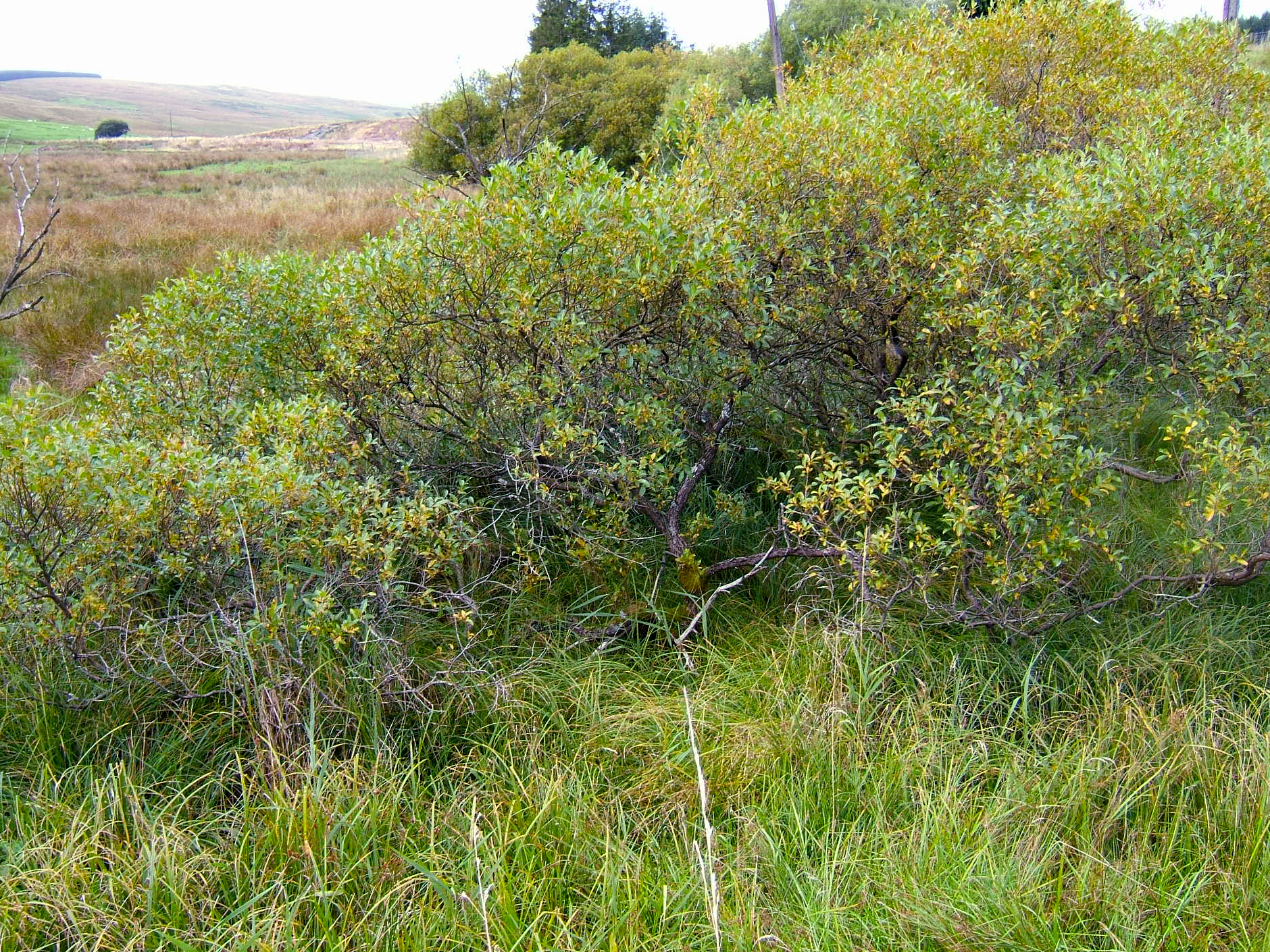
Avec ses couleurs d'automne.

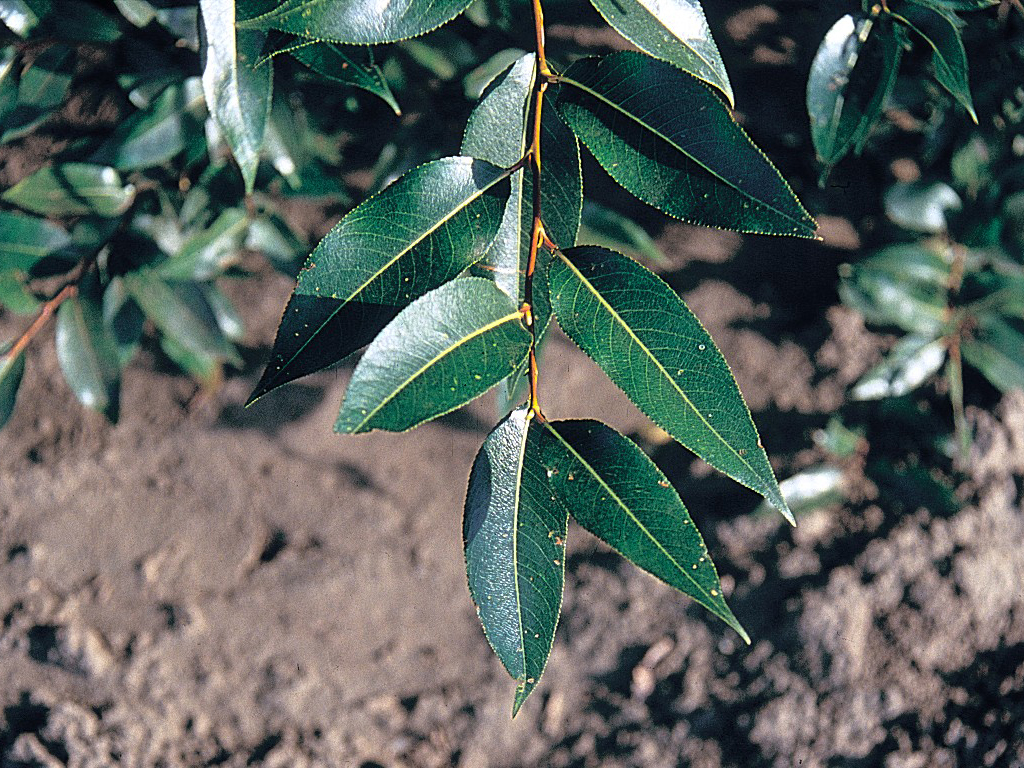
Feuilles.

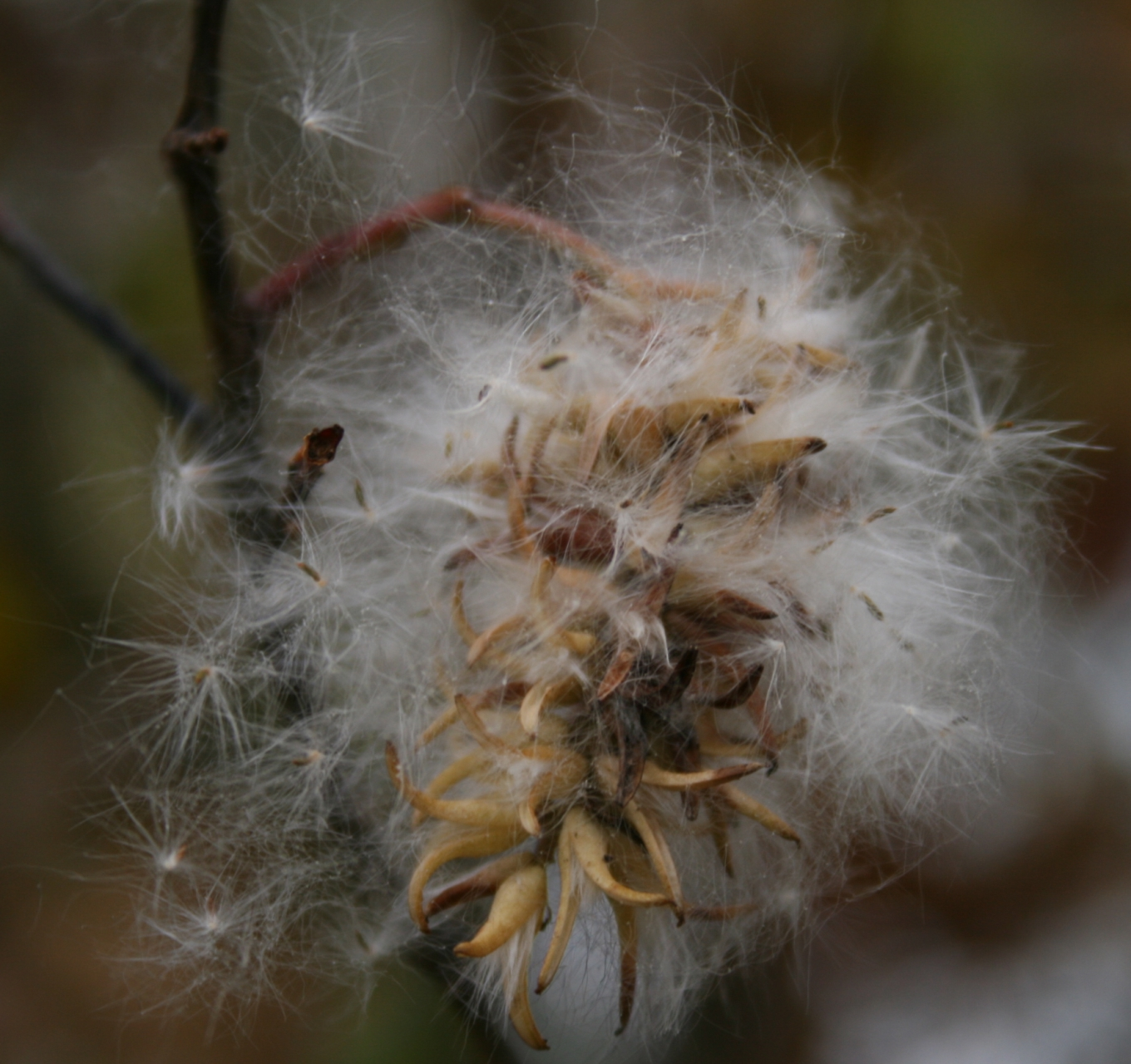
Enrobage cotonneux des graines.

C'est un grand arbuste ou un petit arbre de 14 mètres de haut (rarement 17 m), poussant habituellement dans les zones humides, marécageuses. Les feuilles sont brillantes, d'un vert sombre, de 5 à 12 cm de long et de 2 à 5 cm de large, finement crantées à la marge. Les fleurs dioïques sont des chatons, apparaissant à la fin du printemps, après les feuilles. Les fleurs mâles sont jaunes, et mesurent de 2 à 5 cm de long. Les chatons femelles,  verdâtres, mesurent de 1,5 à 3 cm de long ; elles sont pollinisées par les abeilles. Le fruit est une petite capsule contenant de nombreuses petites graines enrobées dans une enveloppe cotonneuse ce qui aide à la dispersion par le vent,.
Le nom scientifique se réfère aux fleurs mâles qui possèdent cinq étamines. Le nom anglais tient plutôt compte de la forme des feuilles qui ressemblent à celles du laurier-sauce.
Les feuilles brillantes en font un arbre plus décoratif que les autres saules. Ce qui le conduit à être parfois planté comme arbre ornemental.

## Écologie
Le saule-laurier est un arbre nordique (Écosse, Scandinavie, Russie) mais il est aussi présent dans un certain nombre de montagnes européennes dont françaises (en particulier dans les Alpes, le Jura et le Massif central) où on le trouve dans diverses zones humides. Dans le Massif central, il est fréquent en bordure des tourbières d'altitude.
Il s'est naturalisé en Amérique du Nord (au nord) et s'appelle là-bas le laurel willow.
L'arbre est très proche de Salix lucida, aux feuilles brillantes, très présent, lui, en Amérique du Nord.